# Крылов, Василий Меркурьевич
Василий Меркурьевич Крылов (1907—1997) — подполковник Советской Армии, участник Великой Отечественной войны, Герой Советского Союза (1945).

## Биография
Василий Крылов родился 26 августа 1907 года в деревне Чубарово (ныне — Новодугинский район Смоленской области). После окончания неполной средней школы работал в сельском хозяйстве, дослужился до должности председателя сельского совета. В 1930 году уехал в Ленинград, где работал слесарем на Балтийском заводе. В 1941 году Крылов был призван на службу в Рабоче-крестьянскую Красную Армию. С июля того же года — на фронтах Великой Отечественной войны. В 1944 году Крылов окончил Казанское танковое училище.
К июлю 1944 года гвардии старший лейтенант Василий Крылов командовал танковой ротой 43-го гвардейского танкового полка 7-й гвардейской механизированной бригады 3-го гвардейского механизированного корпуса 1-го Прибалтийского фронта. Отличился во время боёв за освобождение Литовской ССР. 27 июля 1944 года рота Крылова первой ворвалась в Шяуляй и очистила от противника центр города.
Указом Президиума Верховного Совета СССР от 24 марта 1945 года гвардии старший лейтенант Василий Крылов был удостоен высокого звания Героя Советского Союза с вручением ордена Ленина и медали «Золотая Звезда».
После окончания войны Крылов продолжил службу в Советской Армии. В 1949 году он окончил Высшую офицерскую бронетанковую школу. В 1956 году в звании подполковника Крылов был уволен в запас. Проживал в Ленинграде, работал на Балтийском заводе. Умер в 1997 году, похоронен на Северном кладбище Санкт-Петербурга.
Почётный гражданин Шяуляя. Был также награждён орденом Красного Знамени, двумя орденами Отечественной войны 1-й степени, орденом Красной Звезды, рядом медалей.

## Память
В честь Крылова названа школа в Вольске.

## В воспоминаниях современников
При штурме Шяуляя.

В числе первых с востока в город ворвался командир роты 43-го танкового полка старший лейтенант В. М. Крылов. По пути в центру он сокрушил своим танком 5 противотанковых и зенитных орудий, огём уничтожил 6 пулемётов и до 40 фашистов. В центре города фашистам удалось поджечь советский танк . Приказав экипажу покинуть машину, старший лейтенант продолжал бить по фашистам, пока не расстрелял все снаряды. Обгоревший и полуослепший от огня, он повел своих танкистов в атаку и пробился к своим. Василий Меркурьевич Крылов был удостоен звания Героя Советского Союза.— Герой Советского Союза Маршал Советского Союза Баграмян И. Х. Так шли мы к победе. — М: Воениздат, 1977. — С. 367.